# La Opinión de Málaga
La Opinión de Málaga es un periódico español, con carácter diario, editado en la ciudad de Málaga desde 1999. Pertenece al grupo Editorial Prensa Ibérica que preside Javier Moll. El diario tiene su redacción en la calle Salvago, en Málaga.
El periódico cuenta con una plantilla de más de 30 trabajadores, y dedica una atención especial a la información local generada en la ciudad de Málaga, en su área metropolitana y en los principales municipios de la provincia. 
El 28 de noviembre de 2017 la Asociación de la Prensa de Málaga inauguró a título póstumo una sala en homenaje a Joaquín Marín, primer director de La Opinión de Málaga.
Juan Ramón Gil es el director general de contenidos de La Opinión de Málaga, diario dirigido por José Ramón Mendaza.

## Edición digital
La edición digital de La Opinión de Málaga es la tercera web más visitada de Andalucía, según Comscore, superando a muchas cabeceras históricas y líderes en su provincia. La apuesta digital de este periódico malagueño le está aupando con crecimientos anuales por encima del 15% en usuarios únicos y más de 130.000 seguidores en Twitter y de 93.000 en Facebook. Además, tiene cuentas en distintas redes sociales, como Instagram, Youtube y Linkedin. Entre sus productos periodísticos destaca el suplemente literario Libros y el gastronómico El Delantal, así como el suplemento de ocio Por Fin Viernes. 
Además, fue pionero en la provincia de Málaga en la implantación de un servicio de información por WhatsApp. En 2019, debido a la prohibición de mensajes masivos, crearon un bot para Telegram.

## Directores
- Joaquín Marín Alarcón (1999-2003, 2008-2010).
- Tomás Mayoral González (2003-2008).
- Juan de Dios Mellado Pérez (2010-2018).[7]
- José Ramón Mendaza (desde 2018).[8]